# Palazzo Carafa d'Andria
Le palazzo Carafa d'Andria est un palais de Naples situé largo San Marcellino.

## Histoire
Le palais est bâti dans les vingt premières années du XVe siècle. Il passe au siècle suivant à la confrérie du Mont-de-Piété qui le fait reconstruire en style Renaissance par Mormando. Par la suite, l'édifice subit d'importantes modifications du XVIIe au XIXe siècle, comme par exemple la réalisation de la nouvelle façade néo-classique et de l'escalier elliptique de la cour d'honneur intérieure. À la fin du XIXe siècle, un étage supérieur est ajouté.
Aujourd'hui, le palais abrite l'institut technique féminin Elena di Savoia.

## Description
Le palais présente une façade néo-classique divisée en deux secteurs: le rez-de-chaussée est en pierre de taille lisse et scandé de quatre colonnes toscanes du portail soutenant un balcon et rythmé de lésènes doriques. Le premier étage est orné de lésènes ioniques et percé de fenêtres au fronton triangulaire. Le second étage au-dessus de l'entablement est aussi orné de lésènes ioniques. Les côtés ont une base de piperno datant de l'époque de Mormando. Ils englobent des restes médiévaux.
À l'intérieur, on admire la cour du XVIe siècle; l'atrium présente quatre piliers de piperno surmontés d'un arc surbaissé et de deux latéraux aigus. Dans la cour à double loggia (aujourd'hui murée), l'on peut noter les piliers à base octogonale surmontés de fenêtres à décorations classiques. L'escalier d'honneur est à double tenaille et mène à l'étage noble. Le côté opposé présente un escalier elliptique du XVIIIe siècle. Des vestiges de l'édifice médiéval se trouvent au rez-de-chaussée.

## Source de la traduction
- (it) Cet article est partiellement ou en totalité issu de l’article de Wikipédia en italien intitulé « Palazzo Carafa d'Andria » (voir la liste des auteurs).